# 진주성도
진주성도(晋州城圖)는 부산광역시 서구 동아대학교박물관에 있는 조선시대의 진주성도이다. 2013년 10월 23일 부산광역시의 유형문화재 제134호로 지정되었다.

## 개요
<진주성도>는 조선시대 번화한 도회이자 임진왜란 때의 충절의 고장으로 유명했던 진주성과 그 주변의 주요 건물과 시설, 그리고 남강 등의 자연 경관이 부감시의 방법으로 자세하게 묘사되어 있는 총 10폭의 병풍으로 구성되어 있다. 이 작품에는 18세기에 크게 유행했던 진경산수화풍이 매우 형식화된 모습으로 적용되어 있는데, 이러한 특징은 19세기에 제작된 회화식 지도에서 보편적으로 확인된다.
<진주성도>는 중앙 도화서 화원 중 경상도 병영에 ‘화사군관(畵師軍官)’으로 파견된 화원들 혹은 이들의 영향을 받은 지역 화가들에 의해 제작된 작품이라는 주장이 대두되고 있는 것과 관련하여 지역 회화, 특히 경상도 지역의 회화 제작 관행과 관련하여 중요하게 해석될 수 있는 작품이다. 또한 규격이 크고 그림의 채색이 잘 남아있으며, 지명․건물명 등이 자세히 적혀 있어 현전하는 진주성도 중 대표적 작품으로 평가받을 수 있는 작품이다.

## 같이 보기
- 진주성

## 참고 문헌
- 진주성도 - 국가유산청 국가유산포털